# Garður
Garður är en ort i republiken Island.   Den ligger i regionen Suðurnes, i den västra delen av landet, 40 km väster om huvudstaden Reykjavik. Garður ligger 20 meter över havet och antalet invånare är 1784.
Närmaste större samhälle är Keflavik, 7,9 km sydost om Garður. 
Inlandsklimat råder i trakten. Årsmedeltemperaturen i trakten är 1 °C. Den varmaste månaden är juli, då medeltemperaturen är 10 °C, och den kallaste är februari, med −6 °C.